# It's About Time (SWV)
It's About Time è il primo album in studio del trio R&B statunitense SWV, pubblicato nel 1992.

## Tracce
1. Anything – 2:50
2. I'm So into You – 4:38
3. Right Here\Humane Nature – 4:38
4. Weak – 4:51
5. You're Always on My Mind – 5:17
6. Downtown – 5:12
7. Coming Home – 4:21
8. Give It to Me – 4:05
9. Blak Pudd'n – 3:45
10. It's About Time – 4:37
11. Think You're Gonna Like It – 3:19
12. That's What I Need – 4:27
13. SWV (In the House) – 3:00
14. Weak (A Cappella) – 1:20

## Formazione
- Cheryl "Coko" Clemons
- Tamara "Taj" Johnson-George
- Leanne "Lelee" Lyons